# Saint-Imoges
Saint-Imoges is een gemeente in het Franse departement Marne (regio Grand Est) en telt 307 inwoners (2014). De plaats maakt deel uit van het arrondissement Épernay.
Rond de Église Notre-Dame-du-Chêne ligt het kerkhof waar Franse en Britse gesneuvelde militairen uit de Eerste Wereldoorlog begraven liggen.

## Geografie
De oppervlakte van Saint-Imoges bedraagt 17,1 km², de bevolkingsdichtheid is 17,9 inwoners per km².
De onderstaande kaart toont de ligging van Saint-Imoges met de belangrijkste infrastructuur en aangrenzende gemeenten.

## Demografie
Onderstaande figuur toont het verloop van het inwonertal (bron: INSEE-tellingen).